# Andres Soriano jr.
Andres Soriano jr. (Manilla, 3 mei 1926 - Madrid, 18 maart 1984) was een Filipijns zakenmagnaat en industrieel. Hij was de topman van San Miguel Corporation en tientallen andere bedrijven in de Filipijnen en daarbuiten.

## Biografie
Andres Soriano jr. werd geboren op 3 mei 1926 in de Filipijnse hoofdstad Manilla. Zijn ouders waren Carmende Montemar en Andres Soriano sr., een prominente zakenman. Nadat zijn lager schoolonderwijs in de Filipijnen vervolgde hij zijn opleiding buiten de Filipijnen. Van 1936 tot 1939 ging hij naar de Ladycross School in de Engelse plaats Seaford. Aansluitend volgde hij een opleiding aan de Lawrenceville School in de Amerikaanse plaats Lawrenceville, waar hij in 1944 zijn diploma behaalde. Hierna ging hij als vrijwilliger in dienst van het United States Army Air Corps. Na eervol ontslag in 1946 volgde hij een bacheloropleiding economie aan de Wharton School of Economics van de University of Pennsylvania, waar hij in 1950 zijn Bachelor of Science-diploma behaalde.
Soriano's loopbaan in het zakenleven begon bij de George Muelbach Brewing Company in Kansas, waar hij van 1950 tot 1953 werkte als assistent van de president. Nadien keerde hij terug naar de Filipijnen, waar hij werkte in het bedrijf van zijn vader, de San Miguel Brewery. Nadat de president van de 
George Muelbach Brewing Company ontslag nam keerde hij terug om het presidentschap op zich te nemen. In 1956 keerde hij opnieuw terug in de Filipijnen waar werd benoemd in hoge posities bij San Miguel en de A. Soriano Corporation.
Nadat zijn vader in 1964 overleed, nam Soriano jr. in januari 1965 het presidentschap van de San Miguel Corporation op zich. Daarnaast werd hij president van A. Soriano Holds met zo'n veertig bedrijven in de Filipijnen en daarbuiten, waaronder American International Hardwood Company, Ansor Corporation, Atlas Consolidated Mining and Development Corporation, Atlas Fertilizer Corporation, Paper Industries Corporation of the Philippines, San Miguel International en SDC International, Ltd. In het begin van de jaren 80 ontstond er een machtsstrijd rond San Miguel. De alliantie tussen de Soriano's en de Zobel-Ayala clan kwam ten einde en Enrique Zobel verkocht daarop in 1983 zijn aandelen aan Eduardo Cojuangco jr., die de koop financierde met geld dat hij had verkregen door zijn kokosnootmonopolie, dat hem was verleend door president Ferdinand Marcos. Soriano jr. bleef echter de topman van San Miguel tot zijn dood, waarna Cojuangco de macht wist te grijpen.
Soriano jr. overleed in 1984 op 57-jarige leeftijd in Madrid aan de gevolgen van kanker. Hij was getrouwd met Maria Natividad met wie hij vier kinderen kreeg: Andres III, Cristina, Eduardo en Carlos Theodore Miguel.